# El Amate, Puebla
El Amate är en ort i Mexiko.   Den ligger i kommunen Xayacatlán de Bravo och delstaten Puebla, i den sydöstra delen av landet, 180 km sydost om huvudstaden Mexico City. El Amate ligger 1 273 meter över havet och antalet invånare är 137.
Terrängen runt El Amate är lite kuperad. Runt El Amate är det ganska tätbefolkat, med 75 invånare per kvadratkilometer. Närmaste större samhälle är Acatlán de Osorio, 7,6 km väster om El Amate. I omgivningarna runt El Amate växer huvudsakligen savannskog.